# Équipe de Roumanie masculine de basket-ball
Cet article traite de l'équipe masculine. Pour l'équipe féminine, voir Équipe de Roumanie féminine de basket-ball.
Maillots
L'équipe de Roumanie masculine de basket-ball (en roumain : Echipa națională de baschet a României) est l'équipe nationale qui représente la Roumanie dans les compétitions internationales masculine de basket-ball. Elle est placée sous l'égide de la Fédération roumaine de basket-ball (FRB). L'équipe est affiliée à la FIBA depuis 1932. Son surnom est "Tricolori", ce qui signifie « Les Tricolores ».
La Roumanie s'est qualifiée 18 fois pour l'EuroBasket. Ses meilleurs résultats ont eu lieu en 1957 et 1967, où elle a terminé cinquième. L'équipe nationale a également participé aux Jeux olympiques une fois, en 1952. Cependant, la Roumanie n'a toujours pas décroché sa qualification pour sa première participation à la Coupe du monde.

## Résultats

### Palmarès
| Compétitions mondiales                             | Compétitions continentales |
| -------------------------------------------------- | -------------------------- |
| - Jeux olympiques - Néant - Coupe du monde - Néant | - EuroBasket - Néant       |

### Parcours aux Jeux olympiques
- 1936 : Non qualifiée
- 1948 : Non qualifiée
- 1952 : 23e
- 1956 : Non qualifiée
- 1960 : Non qualifiée
- 1964 : Non qualifiée
- 1968 : Non qualifiée
- 1972 : Non qualifiée
- 1976 : Non qualifiée
- 1980 : Non qualifiée
- 1984 : Non qualifiée
- 1988 : Non qualifiée
- 1992 : Non qualifiée
- 1996 : Non qualifiée
- 2000 : Non qualifiée
- 2004 : Non qualifiée
- 2008 : Non qualifiée
- 2012 : Non qualifiée
- 2016 : Non qualifiée
- 2020 : Non qualifiée
- 2024 : Non qualifiée

### Parcours aux Championnats du monde/Coupe du monde
- 1950 : Non qualifiée
- 1954 : Non qualifiée
- 1959 : Non qualifiée
- 1963 : Non qualifiée
- 1967 : Non qualifiée
- 1970 : Non qualifiée
- 1974 : Non qualifiée
- 1978 : Non qualifiée
- 1982 : Non qualifiée
- 1986 : Non qualifiée
- 1990 : Non qualifiée
- 1994 : Non qualifiée
- 1998 : Non qualifiée
- 2002 : Non qualifiée
- 2006 : Non qualifiée
- 2010 : Non qualifiée
- 2014 : Non qualifiée
- 2019 : Non qualifiée
- 2023 : Non qualifiée

### Parcours en Championnat d'Europe
- 1935 : 10e
- 1937 : Non qualifiée
- 1939 : Non qualifiée
- 1946 : Non qualifiée
- 1947 : 10e
- 1949 : Non qualifiée
- 1951 : 18e
- 1953 : 13e
- 1955 : 7e
- 1957 : 5e
- 1959 : 8e
- 1961 : 7e
- 1963 : 11e
- 1965 : 13e
- 1967 : 5e
- 1969 : 9e
- 1971 : 8e
- 1973 : 9e
- 1975 : 11e
- 1977 : Non qualifiée
- 1979 : Non qualifiée
- 1981 : Non qualifiée
- 1983 : Non qualifiée
- 1985 : 10e
- 1987 : 12e
- 1989 : Non qualifiée
- 1991 : Non qualifiée
- 1993 : Non qualifiée
- 1995 : Non qualifiée
- 1997 : Non qualifiée
- 1999 : Non qualifiée
- 2001 : Non qualifiée
- 2003 : Non qualifiée
- 2005 : Non qualifiée
- 2007 : Non qualifiée
- 2009 : Non qualifiée
- 2011 : Non qualifiée
- 2013 : Non qualifiée
- 2015 : Non qualifiée
- 2017 : 23e
- 2022 : Non qualifiée

## Effectif actuelle
| Numéro | Joueur               | Poste | Naissance         | Taille | Club 2016-2017   |
| ------ | -------------------- | ----- | ----------------- | ------ | ---------------- |
| 4      | Andrei Mandache      | SG    | 2 octobre 1987    | 1,87 m | CSM Oradea       |
| 6      | Catalin Petrisor     | PG    | 9 août 1992       | 1,84 m | CSM Oradea       |
| 8      | Radu Paliciuc        | SF    | 13 septembre 1988 | 2,00 m | CSU Sibiu        |
| 9      | Vlad Moldoveanu      | PF    | 11 février 1988   | 2,03 m | U-BT Cluj-Napoca |
| 10     | Bogdan Nicolescu     | SF    | 3 janvier 1997    | 1,99 m | CSM Oradea       |
| 11     | Octavian Calota-Popa | PG    | 22 novembre 1984  | 1,86 m | CSU Sibiu        |
| 13     | Alexandru Olah       | C     | 15 octobre 1993   | 2,12 m | U-BT Cluj-Napoca |
| 14     | Titus Nicoară        | PF    | 25 mars 1988      | 2,03 m | Steaua Bucarest  |
| 15     | Emanuel Cate         | C     | 30 juillet 1997   | 2,07 m | CDB Séville      |
| 25     | Rolland Torok        | PF    | 25 octobre 1990   | 2,03 m | U-BT Cluj-Napoca |
| 26     | Catalin Baciu        | C     | 26 août 1988      | 2,14 m | Steaua Bucarest  |
| 32     | Nandor Kuti          | SF    | 10 janvier 1997   | 1,96 m | U-BT Cluj-Napoca |

Sélectionneur :  Marcel Țenter

## Joueurs célèbres
- Mihai Albu
- Cătălin Burlacu
- Costel Cernat
- Andrei Folbert
- Gheorghe Mureșan
- Dragoș Nosievici
- Mihai Nedef
- Constantin Popa
- Virgil Stănescu